# Industrie graphique
L'industrie graphique est l'ensemble des acteurs qui constituent la chaîne de production d'un produit graphique. Cela va de la conception et la préparation du travail jusqu'à la production en grande série par un procédé d'impression.
Par exemple. avant de lire une page publicitaire dans un magazine, il aura fallu :
- un annonceur pour la décider ;
- une agence de communication pour développer le concept ;
- un créateur pour proposer un concept (une maquette) ;
- un photographe, un graphiste, un maquettiste pour réaliser les éléments constitutifs ;
- une régie publicitaire pour décider de l'emplacement des publicités dans un magazine ;
- un photograveur ou opérateur PAO pour réaliser la sélection des couleurs, assembler les éléments et produire le fichier finalisé ;
- le fichier est envoyé au CTP pour la gravure des plaques en quadrichromie ;
- un imprimeur pour réaliser l'imbrication de la page dans un cahier du magazine et pour effectuer le tirage en série ;
- un façonnier, le cas échéant ;
- un service de distribution et un libraire.

Sans oublier les nombreux fournisseurs de matériels et de produits consommables nécessaire : films, épreuves, plaques, papier, encres, etc.
En Suisse, Syndicom, le syndicat des médias et de la communication (anciennement Comedia) fédère et représente les travailleuses et les travailleurs de l'industrie graphique. Il est cosignataire du Contrat collectif de travail (CCT) national.